# Leonid Mikhailovitj Rosjal
Leonid Mikhailovitj Rosjal (russisk: Леонид Михайлович Рошаль, tr. Leonid Mikhajlovitj Rosjal; født 27. april 1933 i Livny, Orjol oblast, Sovjetunionen) er en kendt russisk børnelæge i Moskva. Han er derudover ekspert for World Health Organization.
Doktor Rosjal har siden 1981 ledet børneoperationsafdelingen på Moskvas pædiatriske, videnskabelige forskningsinstitut og siden 2003 Moskvas institut for nødoperation af børn, som behandler omkring 60.000 børn om året.
Doktor Rosjal forhandlede med de tjetjenske terrorister, der stod bag angrebet på Dubrovkateater i Moskva i 2002 og mod en skole i Beslan i 2004, hvor han prøvede at overbevise gidseltagerne om at lade gidslerne få vand og mad. Efter terroristerne var blevet nedkæmpet, var han ansvarlig for vejledning af de operationshold, der behandlede de hundredvis af sårede børn. For sit arbejde i Beslan blev han tildelt prisen Ruslands helt.
I februar 2006 kritiserede han organisationen Beslans mødre for at "dømme staten og ikke terroristerne" ved en retssag mod gidseltageren Nurpasji Kulajev.